# Steineralm (Obernberg am Brenner)
Die Steineralm liegt auf 1737 m ü. A. in den Stubaier Alpen, am Fuße des Obernberger Tribulaun und oberhalb des Obernberger Sees in Obernberg am Brenner.

## Beschreibung
Die Alm wird über die Sommermonate bewirtschaftet, 25 Milchkühe und Jungtiere (Galtvieh) beweiden die Almflächen. In der Käserei wird sämtliche Milch täglich zu Bergkäse, Graukäse und Butter verarbeitet. Die Käserei wurde bereits 1890 errichtet und in den 1990er Jahren von Franz Höllrigl, dem Großvater von Thomas Almberger, saniert. Auch Schweine verbringen den Sommer auf der Alm und verzehren die Molkereiabfälle. Auf der Steineralm gibt es von Mitte Juni bis Mitte September, während die ca. 25 Kühe auf der Alm sind, eine Verköstigung der dort hergestellten Käse und regionalen Speisen. Sie ist damit eine der wenigen Almen in Tirol, wo noch in der traditionellen Bergbauernkultur gearbeitet wird.

## Zugänge

### Vom Talende Obernberg
Vom Parkplatz führt ein einfacher Forstweg hinauf zum Obernberger See. Nach dem nördlichen Teil des Sees, östlich der Kapelle Maria am See, führt dieser Forstweg nach links, Richtung Osten hinauf zur Steineralm. Die Strecke ist ca. 4,5 Kilometer lang und überwindet 350 Höhenmeter. Die Gehzeit ist mit 1,5 h angegeben. alternativ gibt es einen „Pfad“ mit der #128 über die Grünflächen der Untereinsalm und Obereinsalm hinauf zum Obernbergersee. Nach der Kapelle Maria am See kann man den Forstweg über den „alten Almweg“ abkürzen. Dieser ist ein Kilometer kürzer und überwindet 40 Höhenmeter weniger. Allerdings gewinnt man dadurch nur wenig Zeit.

### Dorfmitte, Aussertal
Aus dem Umfeld der Hl. St. Nikolauskirche im Ortszentrum von Obernberg am Brenner kann man über den Weg #95 auf den „Obernberger Seeblickweg“ einsteigen. Über diesen kann man einen alpinen Zustieg mit einer Panoramagipfelwanderung zur Steineralm unternehmen: Von Weg #95 auf Weg #96 „Seeblickweg“ durch den Flitterwald an der Koatneralm vorbei zur Allerleigrubenspitze, 2.132 m, weiter zum Koatnerberg, 2.199 und über das Sattele zum Sandjoch an der Grenze Österreich/Italien. Von diesem über den Steig #97 nördlich hinunter ins Lahneregg und von diesem über Weg #93c hinüber zur Steineralm. Diese Wanderung ist mit ca. 11,5 km, 890 Höhenmetern und einer Wanderzeit mit 5 h angegeben.

### Aus Südtirol
Von der Gemeinde Gossensass im Pflerschtal kann man vom Parkplatz Giggleberg über den Steig #1 über die „Schatzgruben“ auf das Sandjöchl, 2.165 m und hinunter (wie oben beschrieben) zur Steineralm (ca. 800  Höhenmeter mit ca. 8 km Wegstrecke und 3¾ h Zeit). Vom Weiler „Ast“ im Pflerschtal kann man über den Steig #32 steil hinauf auf das Portjoch, 2.109 m und von diesem über den Tiroler Höhenweg #93B hinunter zur Steineralm wandern (etwa die gleiche Zeit, gleiche Weglänge bei 950 Höhenmetern).